# Baros (Baros, Sukabumi)
Baros is een bestuurslaag in het regentschap Kota Sukabumi van de provincie West-Java, Indonesië. Baros telt 13.513 inwoners (volkstelling 2010).